# Рейнгард Олександр Володимирович
Олександр Володимирович Рейнгард (* 30.3 (11) квітня 1883, Харків — † 4 квітня 1945, Дніпропетровськ) — вчений-біолог, професор, засновник Ботанічного саду Інституту народної освіти (нині Дніпровського національного університету ім. О. Гончара).

## Біографія
Народився 30 березня (за старим стилем) в Харкові в родині відомого зоолога Володимира Васильовича Рейнгарда, професора Харківського університету. Його дядько – Людвіг Васильович Рейнгард, також зоолог, ректор Харківського університету (1905–1906). Мав німецьке коріння.
З золотою медаллю закінчив харківську гімназію. З 1902 по 1907 рр. навчався в Харківському університеті на природничому відділені. Там же захистив кандидатську дисертацію.
У серпні 1918 року його запросили до Катеринославу в новостворений університет очолити кафедру фізіології рослин при біологічному факультеті. Організував лабораторію анатомії і фізіології рослин. Одночасно з цим читав такі курси: анатомія рослин, фізіологія рослин, мікробіологія і курс загальної ботаніки на медичному факультеті.
Увесь 1923 рік провів у Сімферополі в університеті, де також читав лекції з біології. В 1924 році знову повертається до Катеринослава до університету. Встиг два роки читати лекції при робітничому факультеті при Гірничому інституті. Двічі обирався на посаду декана біологічного факультету університету (1931–1932, 1936–1938).
Саме за його ініціативою і під його керівництвом у 1929 році був створений Ботанічний сад при університеті. Став першим його директором до 1931 року. Саме Рейнгард повністю підібрав увесь штат для Ботанічного саду, а також організував при ботсаді аспірантуру. З 1931 по 1941 рр. обіймав посаду заступника з наукової частини.
З 1932 року, за сумісництвом, працював на кафедрі ботаніки при медичному інституті. Встиг прочитати цілий курс лекцій на заводі ім. Петровського, Губянському сахзаводі, при Будинку Червоної Армії тощо.
Був депутатом райради Дніпропетровська (1934).
13 серпня 1941 року біологічний факультет університету евакуювали в Краснодарський край. Після працював в П'ятигорську в евакуйованому з Дніпропетровська медичному інституті.
З 13 квітня 1944 року знову повернувся до Дніпропетровська, на старе місце роботи.
Помер 4 січня 1945 року. Відповідно до рішення влади міста та вченої ради університету похований у Ботанічному саду.
У 2015 році одна з вулиць Соборного району Дніпра перейменована на честь Рейнгарда.
Його брат, Леонід Рейнгард, докто біологічних наук, працював в ДНУ ім. Гончара, стояв біля витоків створення зоологічного музею при Катеринославському університеті.
Мав сина – Ігоря (1921—2009), учений-педагог, професор ДНУ ім. Гончара. В архіві Л. О. Бельгарда зберігаються спогади про братів Рейнград, а також автобіографія Олександра Володимировича.

## Наукові роботи
Основні праці: «К вопросу о периоде покоя у растений» (1927 р.); «Короткий підручник з анатомії рослин» (1930 р.); «К вопросу о влиянии ультракоротких волн на растения» (1936 р.).

## Науковий доробок
З 1935 року – професор, а з 1936 року – доктор біологічних наук. Автор 29 наукових робіт. Учні захистили 9 кандидатських дисертацій. За 10 років випущено 5 наукових збірників Ботанічного саду.